# L'incantesimo
L'incantesimo (en español, El encantamiento) es una breve ópera en un acto con música de Italo Montemezzi y libreto en italiano del dramaturgo Sem Benelli quien previamente había colaborado con el compositor en su ópera más famosa, L'amore dei tre re.  Benelli terminó el texto en 1933, y Montemezzi empezó a trabajar en la partitura, pero la desagradable relación del compositor con el gobierno de Mussolini hizo que en Italia no fuera lugar adecuado para el trabajo creativo.  Montemezzi volvió a emprender su trabajo sobre L'incantesimo durante el verano de 1943 en Beverly Hills, su hogar durante su estancia de diez años en los Estados Unidos.  Al terminar la partitura, se la ofreció a la Sinfónica de la NBC, profesando admiración por su orquesta.
L'incantesimo tuvo su estreno radiofónico el 9 de octubre de 1943, en la Ciudad de Nueva York.  El compositor dirigió a la Orquesta Sinfónica de la NBC. El estreno escénico de la ópera tuvo lugar el 9 de agosto de 1952, en Verona, Italia, solo unos meses después de la muerte de Montemezzi.
Es una ópera poco representada en la actualidad; en las estadísticas de Operabase aparece con solo una representación en el período 2005-2010.

## Personajes
| Personaje                         | Tesitura | Reparto del estreno 9 de octubre de 1943 (Director: Italo Montemezzi) |
| --------------------------------- | -------- | --------------------------------------------------------------------- |
| Folco, un noble                   | barítono |                                                                       |
| Giselda, su esposa                | soprano  |                                                                       |
| Rinaldo, su anterior pretendiente | tenor    |                                                                       |
| Salomone, un nigromante           | bajo     |                                                                       |
| Un criado                         | barítono |                                                                       |